# 유익비
유익비(有益費)이란 필요비는 아니지만 물건을 개량하여 가치를 증가시키는 데 도움이 되는 비용을 뜻하는 민법상 개념이다. 민법상 임차인이 지출한 유익비는 임대인이 상환할 의무가 있는데, 점유자의 필요비 또는 유익비상환청구권은 점유자가 회복자로부터 점유물의 반환을 청구 받거나 회복자에게 점유물을 반환한 때에 비로소 회복자에 대하여 행사할 수 있다.

## 예
- 아파트의 베란다 샤시 비용.
- 수목원을 운영하는 토지의 임차인이 수목원 진입도로 포장비용을 지출한 때에는 토지의 가치를 증가시킨 한도에서 유익비가 될 수 있다.

## 필요비와 유익비 비교
민법 제626조로서 임대인의 상환의무를 규정한 유익비란 임차인이 임차물의 객관적 가치를 증가시키기 위하여 투입한 비용을 말하는 것이고 필요비란 임차인이 임차물의 보존을 위하여 지출한 비용을 일컫는 것임이 동 조의 명문상 뚜렷한 바이므로 이 건에서 피고가 지출한 위 설시 제비용을 임차물의 보존을 위하여 지출한 필요비이거나 임차인 이 임차물의 객관적 가치를 증가시키기 위하여 투입한 유익비라고 할 수 없다.
필요비상환청구권은 지출 즉시 발생하나 유익비상환청구권은 임대차종료시에 발생한다.

## 판례
- 그리고 점유자의 회복자에 대한 유익비상환청구권이 인정된다면 그 상환액에 관한 점유자의 입증이 없더라도 법원은 이를 이유로 유익비상환청구를 배척할 것이 아니라,  석명권을 행사하여 점유자에 대하여 상환액에 관한 입증을 촉구하는 등 상환액에 관하여 심리·판단한다[4].

### 관련 약정의 효력
- 필요비, 유익비의 상환청구권을 미리 포기하는 약정은 유효하다[5]

- 임차인이 임차목적물을 반환할 때에는 일체 비용을 부담하여 원상복구를 하기로 약정한 경우, 임차인의 유익비상환청구권을 포기하기로 한 특약이라고 본다[6]

- 건물의 임차인이 임대차관계 종료시에는 건물을 원상으로 복구하여 임대인에게 명도하기로 약정한 것은 건물에 지출한 각종 유익비 또는 필요비의 상환청구권을 미리 포기하기로 한 취지의 특약이라고 볼 수 있어 임차인은 유치권을 주장할 수 없다[7]

- 건물 임차인이 자신의 비용을 들여 증축한 부분을 임대인 소유로 귀속시키기로 하는 약정은 임차인이 원상회복의무를 면하는 대신 투입비용의 변상이나 권리주장을 포기하는 내용이 포함된 것으로서 특별한 사정이 없는 한 유효하므로, 그 약정이 부속물매수청구권을 포기하는 약정으로서 강행규정에 반하여 무효라고 할 수 없고 또한 그 증축부분의 원상회복이 불가능하다고 해서 유익비의 상환을 청구할 수도 없다.[8]

## 같이 보기
- 대한민국 민법 제626조
- 원상복구
- 필요비
- 임대차